# Fulgurodes ahumata
Fulgurodes ahumata är en fjärilsart som beskrevs av Paul Dognin 1893. Fulgurodes ahumata ingår i släktet Fulgurodes och familjen mätare. Inga underarter finns listade i Catalogue of Life.